# Coming of age
Coming of age eller uppväxtskildring är en genre inom teater, film och litteratur. Det handlar oftast om rollfigurer i tonårsåldern som är på väg att bli vuxna, men det kan även vara barn som blir tvungna att växa upp tidigare. Dessa personer går genom en slags utveckling (jämför övergångsrit) när de får lära sig mer om den egna identiteten och deras omgivning. Det handlar om att förvärva erkännande, respekt eller mogenhet.
Coming of age-böcker skiljer sig från många andra genrer, eftersom handlingen är karaktärsdriven och protagonisten till en början inte skildras som en färdiglärd person. Läsaren följer protagonistens inre utveckling från ung till vuxen, vilket ofta ger en djup insikt i rollfiguren och förståelse för dess val och handlingar. Detta gör det lättare för läsaren att emotionellt intressera sig för och identifiera sig med figurer i coming of age-litteratur.

## Bakgrund
Begreppet “coming of age” är relativt nytt, och genren är som en utveckling av genren bildningsroman. Ordet bildningsroman blev etablerat 1870, då det användes i en analys av Von Goethes roman Wilhelm Meisters Lehrjahre, utförd av Wilhelm Dilthey.   
Bildningsroman används för att beskriva böcker där huvudfiguren i boken inte är färdigutvecklad i början av boken, utan man får följa huvudpersonens resa mot vuxen mogenhet.   
Eftersom definitionen av “coming of age” mer specifikt handlar om att skildra hur någon växer upp och att gå från ungdom till vuxen, övergav många ordet “bildningsroman”. Man anammade istället det engelska ordet “Coming of age” när det gäller just denna typ av litteratur eller film.  

## I litteraturen
Det finns många litterära verk som skildrar huvudfigurens utveckling från barndom till vuxen ålder, och som därav kan kategoriseras som “Coming of age”. Några exempel på dessa är Räddaren i nöden av J.D Salinger (1951), Dödssynden av Harper Lee (1960), Wallflower av  Stephen Chbosky (1999) och Flyga drake av Khaled Hosseini (2003).
Genren är också vanligt förekommande i flera moderna böcker som har sin målgrupp bland tonåringar och unga vuxna. Exempel på dessa är Fangirl av Rainbow Rowell (2013), Livets outgrundliga mysterier av Benjamin Alire Sáenz (2012) och Simon vs. the Homo Sapiens Agenda av Becky Albertalli (2015). Det finns också många böcker inom andra genrer, som fantasy eller science fiction, som även innefattar “Coming of age”-teman. Till exempel är J.K Rowlings bokserie om Harry Potter både ansedd som fantasylitteratur och som coming of age-litteratur.

## I film och TV
Coming-of-age-temat har genom tiderna ofta skildras i filmer, främst om och för tonåringar och unga vuxna. Välkända filmer inom genren är The Breakfast Club (1985), Fucking Åmål (1998), American Pie (1999–2012), Juno (2007) och Lady Bird (2017). Temat har även blivit populärt inom TV-serier; Glappet (1997), Gilmore Girls (2000–2007) och Stranger Things (2016–) är några exempel på detta.